# Zespół pałacowo-parkowy w Pławowicach
Zespół pałacowo-parkowy w Pławowicach – zabytkowy zespół pałacowo-parkowy we wsi Pławowice, w gminie Nowe Brzesko, w powiecie proszowickim, w województwie małopolskim.
Zbudowany na przełomie XVIII i XIX wieku dla rodziny Morstinów. Obiekt składający się z pałacu, kaplicy, parku oraz zespół stawów został wpisany do rejestru zabytków nieruchomych województwa małopolskiego.
- Pałac: czas budowy 1804–1805, styl klasycystyczny.
- Park: czas powstania XVIII–XIX wiek.
- Kaplica: czas powstania 1802 rok.

W XV wieku istniał tu dwór szlachecki, wspomina o nim Jan Długosz. W 1581 roku Pławowice były własnością Lanckorońskich. W 1625 roku właścicielem był Jan Gutteter Pławowski i po nim do pocz. XVIII wieku majątek pozostawał w rodzinie Gutteterów. Już w 1730 roku pół wsi Pławowice należało do Stefana Benedykta z Raciborska Morsztyna. W 1776 roku wykonano plan założenia zespołu pałacowo-parkowego. W dokumencie z 1788 roku wymieniony jest dwór z prywatną kaplicą.
Obecny pałac powstał w latach 1804–1805 dla  Ludwika Felicjana Morstina (1782–1865),  herbu Leliwa, żonatego z Marią  Rawitą-Ostrowską herbu Rawicz, według planów Jakuba Kubickiego. Należy do najcenniejszych i najokazalszych wiejskich rezydencji klasycystycznych doby postanisławowskiej w skali ogólnokrajowej. Walory jego podnosi usytuowanie w rozległym parku krajobrazowym o urozmaiconym drzewostanie z XVIII–XX wieku, z dużym stawem, tzw. parkowym, z wyspą pośrodku, oraz kompleksem stawów rybnych, połączonych groblami. Teren parku opada łagodnie ku dolinie przepływającej po stronie wschodniej rzeki Szreniawy. Obecna kaplica w parku powstała wcześniej niż obecny pałac, bo w 1802 roku, jest na rzucie czworoboku, otoczona starymi lipami i klonami. Wjazd do pałacu był przez bramę z rzeźbami dwóch lwów (rzeźby obecnie znajdują się w Krakowie przy wejściu do wieży ratuszowej, przed pałacem ustawione ich kopie). W 1886 roku dobudowano skrzydło południowe według projektu Tadeusza Stryjeńskiego. Pałac stanowił do roku 1945 własność rodziny Morstinów i za czasów ostatniego właściciela Ludwika Hieronima Morstina organizowane były w latach 1928, 1929 zjazdy wybitnych poetów polskich dwudziestolecia międzywojennego. Po 1945 roku pałac wraz z parkiem ulegał dewastacji. W 1989 roku skarb państwa sprzedał go Magdalenie Marskiej-Maj, a ta po 4 latach Helenie Villadsen, W 1997 roku właścicielem została Tele-Fonika. 
W 2001 roku posiadłość kupił pałacu Marian Tomaszewski który prowadził prace remontowe i zabezpieczające, aby przywrócić zespołowi pałacowo-parkowemu stan pierwotny. W dniach 23 i 24 czerwca 2006 roku w Pławowicach odbył się trzeci zjazd poetów, w którym uczestniczyło wielu współczesnych literatów. Tym razem organizatorami spotkania byli Maria i Marian Tomaszewscy właściciele posiadłości oraz gmina Nowe Brzesko.

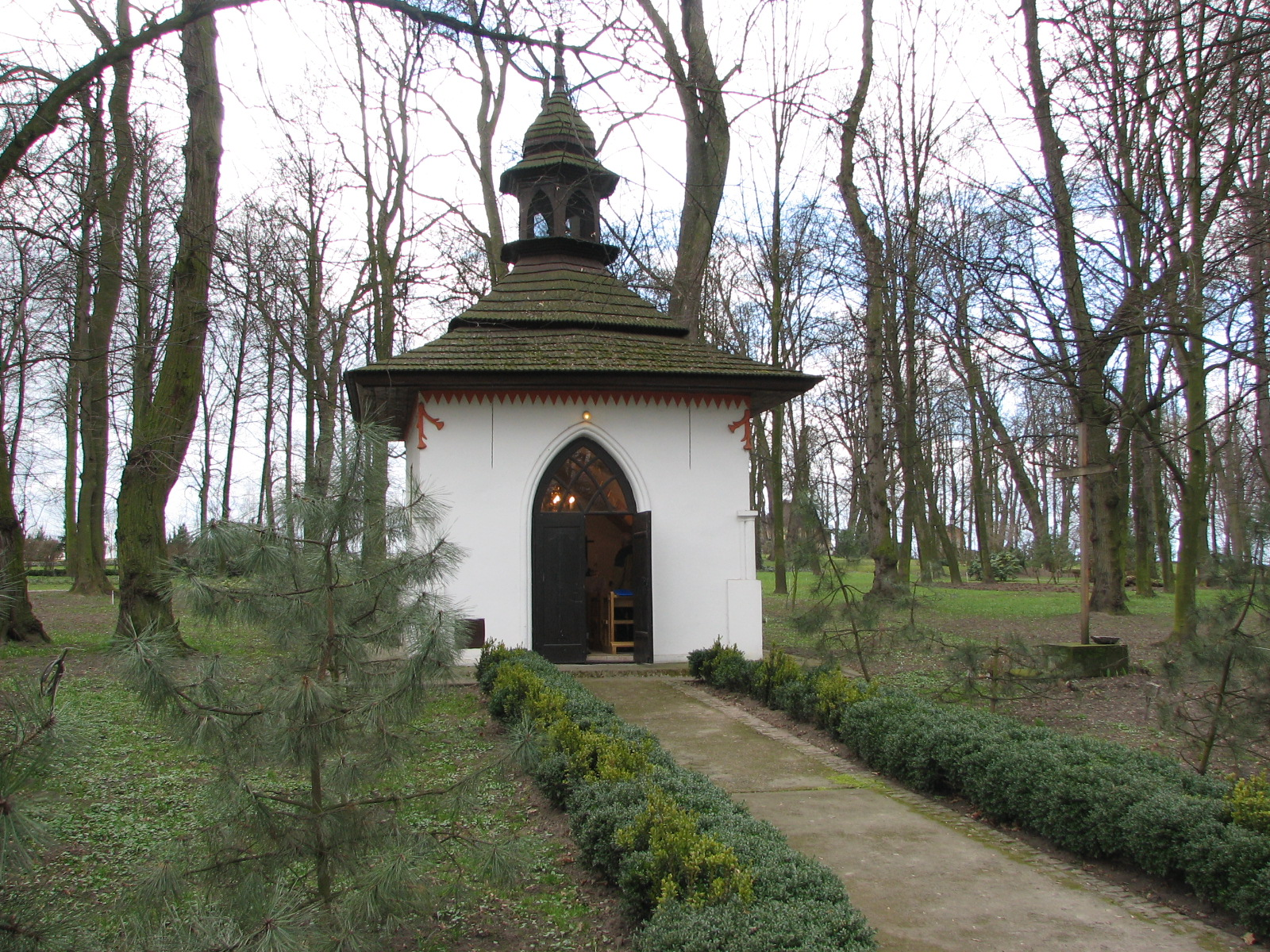
Kaplica w parku
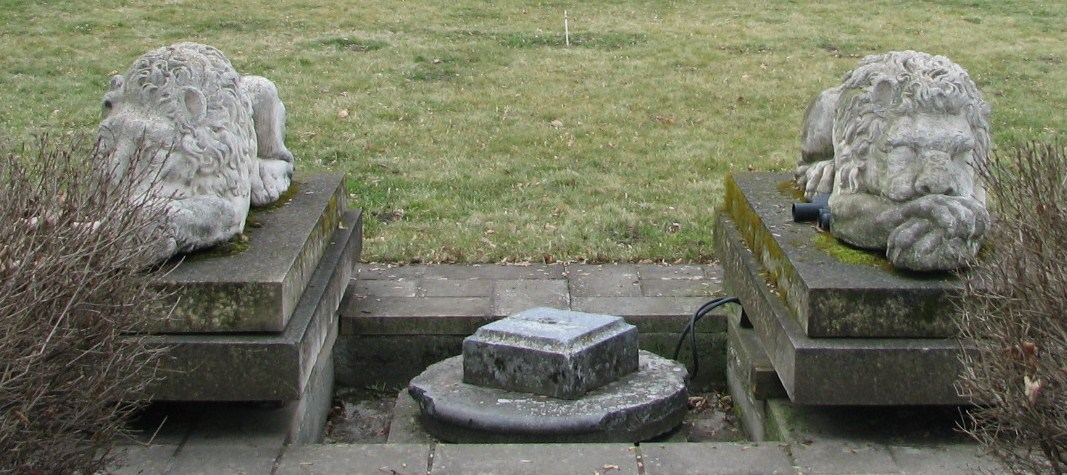
Kopie rzeźb dwóch lwów
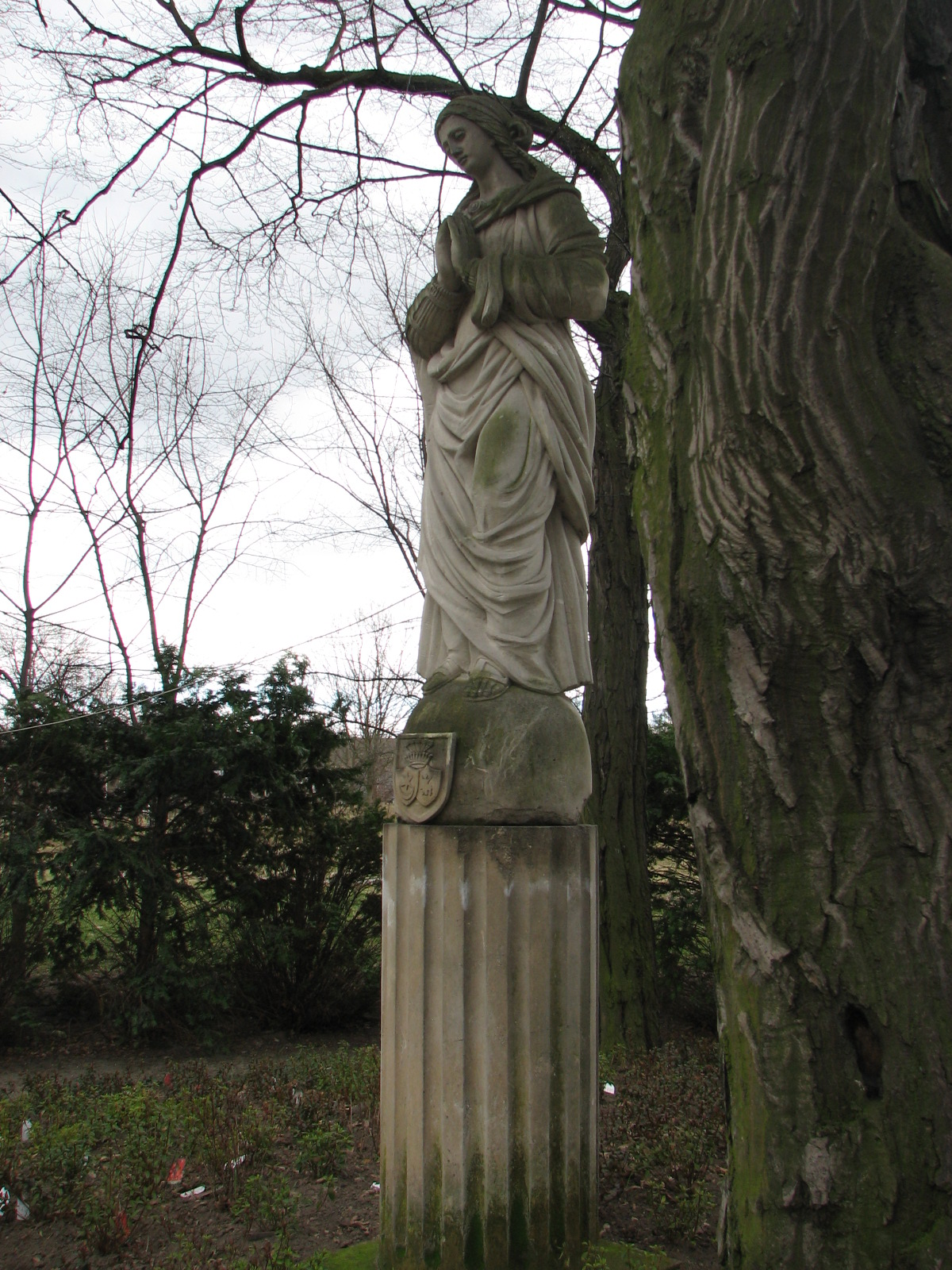
Figura z herbami Leliwa i Rawicz
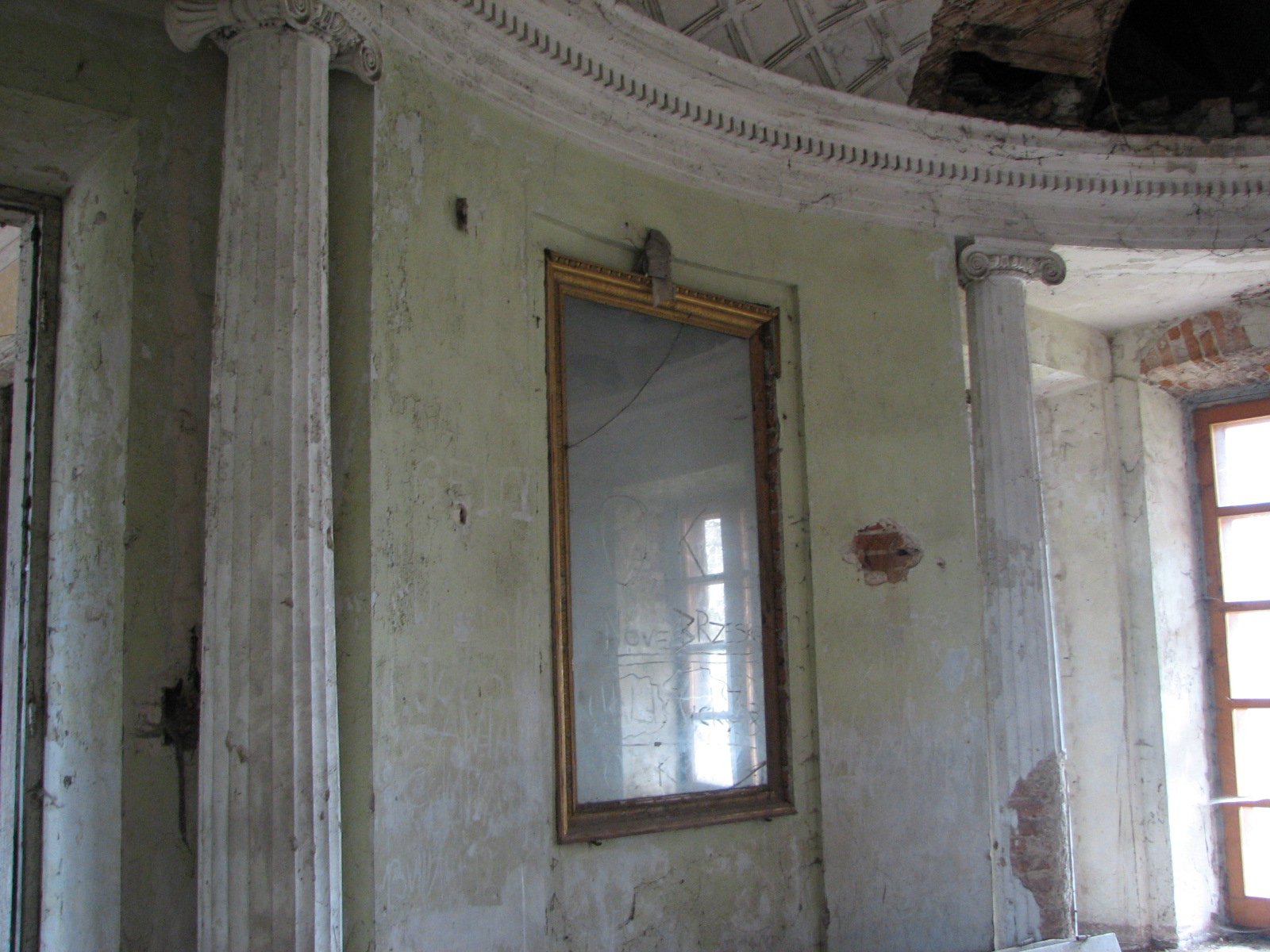
Wnętrze pałacu
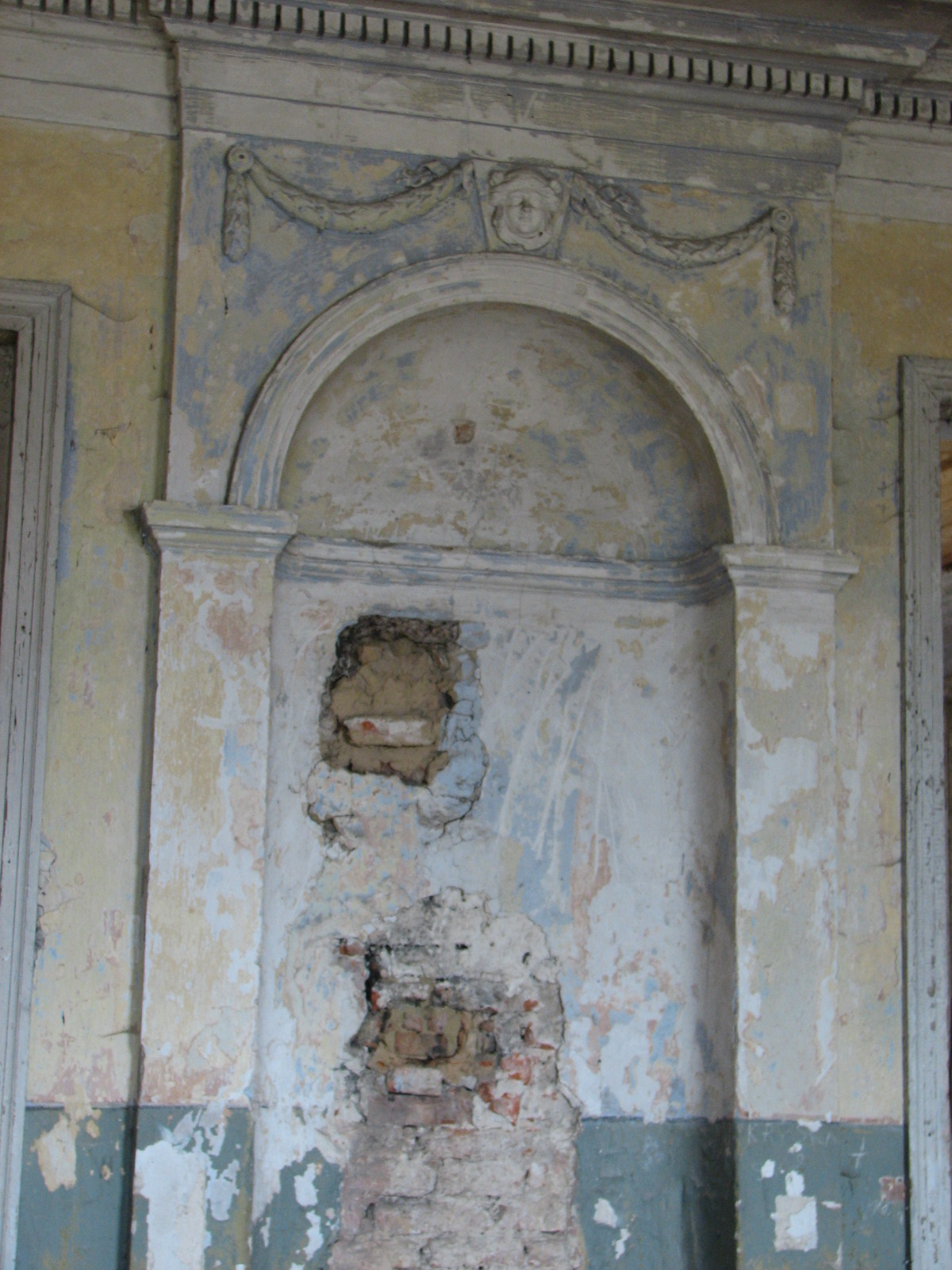
Wnętrze pałacu
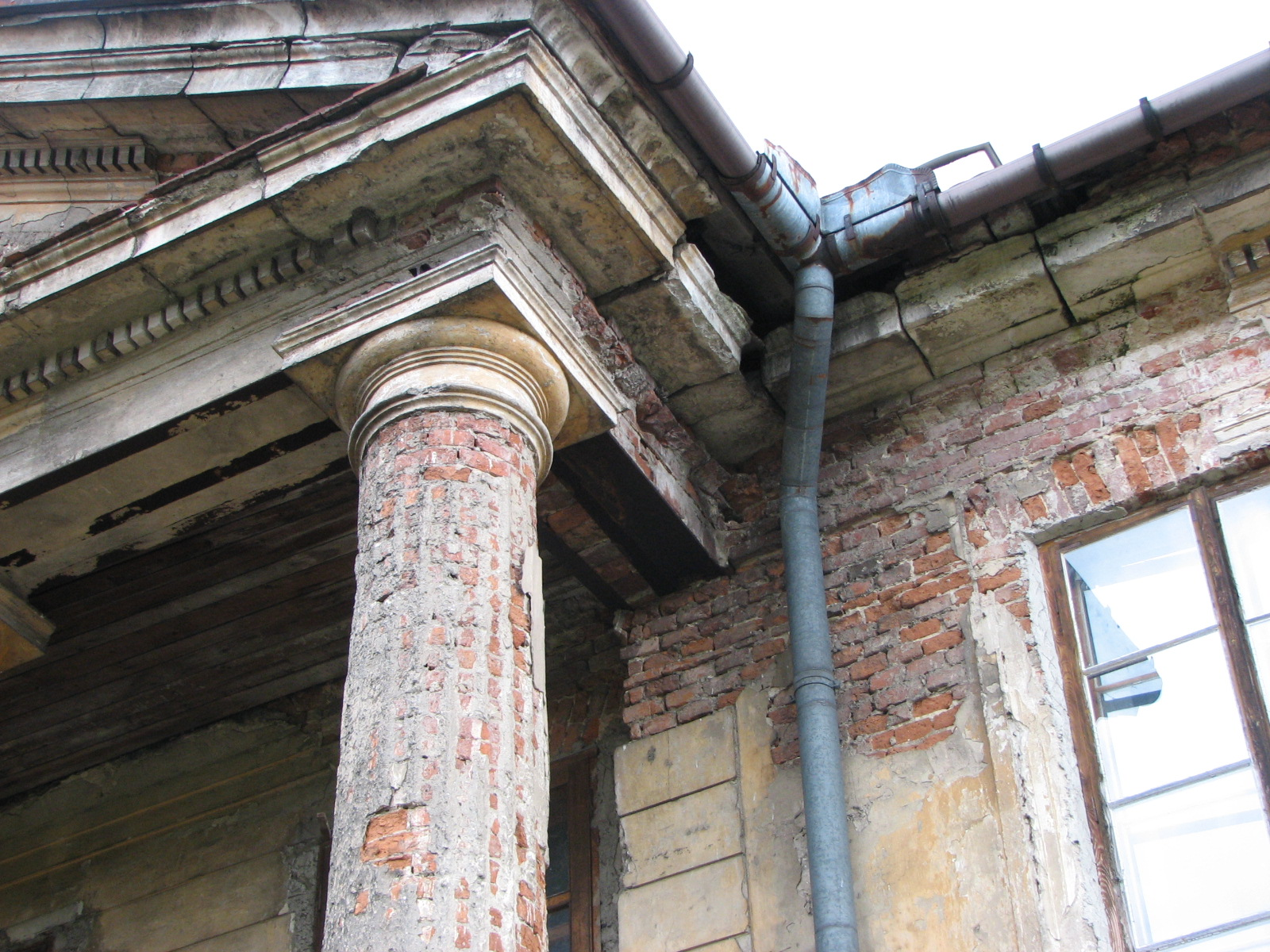
Gzyms elewacji

## Urodzeni i zmarli
- Ludwik Felicjan  Morstyn (1782–1865),  herbu Leliwa,  ur., żonaty z Marią Rawitą-Ostrowską herbu Rawicz[4], ojciec:
- Ludwik Władysława  Morsztyn (1848-1926), herbu Leliwa [10], zm., ojciec:
- Ludwik Hieronim Morstin (1886–1966) herbu Leliwa[11] ur.